# Bagur, Devadurga
Bagur là một làng thuộc tehsil Devadurga, huyện Raichur, bang Karnataka, Ấn Độ.